# Наслідок (фільм)
«Наслідок» (англ. Anjaam) — індійський хінді-психологічний трилер-фільм 1994 року режисера Рахула Равайла (Rahul Rawail). У ньому зіграли Мадхурі Діксіт (Madhuri Dixit), Шах Рук Хан (Shah Rukh Khan), Тінну Ананд (Tinnu Anand), Джонні Левер (Johnny Lever), Калпана Ієр (Kalpana Iyer), Хімані Шивпурі (Himani Shivpuri), Судха Чандран (Sudha Chandran), Біна (Beena) та Кіран Кумар (Kiran Kumar), а в гостях — Діпак Тіхорі (Deepak Tihori). Музику фільму склав Ананд-Мілінд (Anand-Milind), тексти пісень написала Самір (Sameer). Фільм розповідає про наслідки найменшої помилки та про те, як це може зіпсувати все ваше життя. Це також зосереджена на жорстокості, вчиненій щодо жінок.